# Nave espacial Vostok
El módulo espacial Vostok (en ruso: Восток, lit. 'Este') era un tipo de nave espacial construido por la Unión Soviética. En una de estas naves se realizó con éxito el primer vuelo espacial tripulado de la historia, que sería llevado a cabo por el cosmonauta soviético Yuri Gagarin el 12 de abril de 1961.
Esta nave espacial formaba parte del programa de naves Vostok en las cuales se llevarían a cabo seis misiones entre 1961 y 1963. Dos misiones tripuladas al espacio posteriores fueron llevadas a cabo entre 1964 y 1965 por las naves del programa Voskhod, las cuales eran naves espaciales Vostok  extensamente modificadas. A finales de los años 1960, ambos diseños fueron sustituidos por el de las naves espaciales Soyuz, aún en uso en la actualidad.

## Desarrollo
El sistema de las naves Vostok se diseñó específicamente para su uso como un satélite de tipo fotográfico para soportar cámaras en su plataforma (para el programa de satélites espía de la Unión Soviética, "Zenit") y a su vez como naves no tripuladas. Su sistema y diseño, de doble uso; fue un triunfo crucial para el partido comunista, quien aportó fondos y apoyó de forma enorme el programa. El modelo básico de la nave Vostok se retuvo en todos sus descendientes por más de cuarenta años, y gradualmente se adaptó para asumir el rol de otros satélites no tripulados. .

## Diseño
La cápsula consiste en un módulo de descenso de forma esférica y un módulo de equipamiento o instrumental.
En módulo de descenso (con un peso de 2,46t y un diámetro de 2,3m), estaba el asiento del cosmonauta, junto a los instrumentos y a un sistema de escape de emergencia.
Por otro lado la una sección cónica contenía el módulo instrumental (con una masa de 2,27t, 2,25m de longitud y 2,43m de ancho), donde se instalaba el motor principal TDU-1 (unidad del motor de frenado Nº 1), construido por la oficina de diseño 2 de Aleksei Mikhailovich Isaev, tenía un empuje de 1,614  kilonewtons y empleaba 280 kg de combustibles hipergólicos. El vehículo podría permanecer hasta diez días en el espacio y su órbita tendría una altura máxima de 250 km.
La Vostok era una nave enorme para la época, especialmente si la comparamos con la pequeña Mercury estadounidense, cuyos astronautas bromeaban diciendo que, más que meterse en ella, se la “ponían”. Este gran tamaño era resultado de la gran potencia de los cohetes rusos.
El asiento eyectable de 800 kilogramos ocuparía la mayor parte del volumen interno de la cápsula, a la cual todos los ingenieros ya habían apodado como "Sharik" (en ruso "мяч" y en español "Bola"). El cosmonauta estaría enfundado en un Traje espacial Sokol SK-1 de 11,5 kilogramos y de color naranja que le podría proporcionar hasta cuatro horas de oxígeno en caso de despresurización de la cabina.

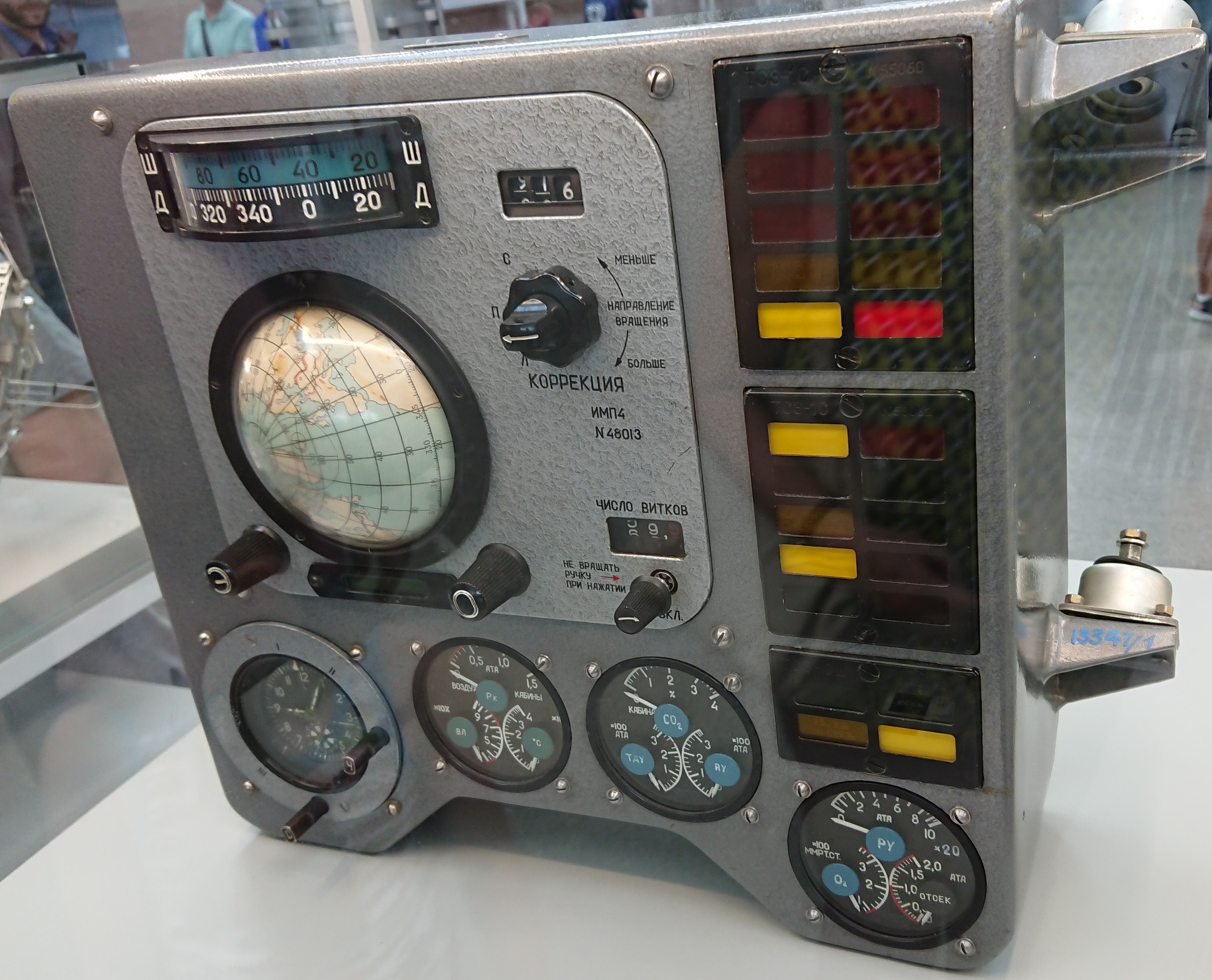
Panel de control de la Vostok-3

Enfrente del piloto se encontraría un panel con los controles del vehículo y el visor Vzor para observar la Tierra. Los controles eran bastante rudimentarios, no tanto por las limitaciones tecnológicas, sino porque la oficina de diseño 1 consideraba al cosmonauta casi como un mero pasajero, ya que casi todos los sistemas estaban automatizados. De este modo, los sistemas de control de la 3K podrían ser básicamente los mismos que los usados en la versión militar. Uno de los sistemas automáticos más importantes era el sistema de guiado que, entre otras cosas, debía orientar la nave durante la maniobra crítica de frenado. Este sistema fue apodado Chaika, ("Gaviota" en español), y estaba diseñado por Borís Raushenbaj.
En la reentrada, el cosmonauta se debía eyectar del módulo de descenso a una altitud de 7000 m, y descender seguramente mediante un paracaídas, mientras que la cápsula llega a tierra por separado. 
Hay varios modelos de la nave Vostok, culminados por su versión tripulada:

### Vostok 1K
Prototipo de un módulo de nave espacial.

### Vostok 2K
Naves de reconocimiento fotográfico y espionaje espacial. Posteriormente se les daría el nombre de satélites espía "Zenit".

### Vostok 3KA
El módulo 'Vostok 3KA fue la nave espacial usada para el primer vuelo espacial tripulado. Estos eran lanzados normalmente desde el Cosmódromo de Baikonur usando un cohete propulsor Vostok 8K72K. Su primer vuelo tuvo lugar el 9 de marzo de 1961. El primer vuelo tripulado —el Vostok 1— en el cual iba a bordo el cosmonauta Yuri Gagarin; tuvo lugar el 12 de abril de 1961. El último vuelo de las misiones a bordo de un módulo Vostok —el Vostok 6— tuvo lugar el 16 de junio de 1963 y llevaba al espacio a la primera mujer cosmonauta, Valentina Tereshkova.
Se lanzaron en total ocho naves Vostok de la referencia 3KA, seis de ellas con tripulación humana a bordo.
Las especificaciones para esta versión son:
Módulo de reentrada: Vostok SA. ("SA" por la abreviatura de Spuskaemiy apparat - sistema de descenso o de reentrada). Es comúnmente apodado Sharik (canica).
- Tripulantes: 1
- Diámetro: 2,3 m en su esfera
- Masa: 2460 kg
- Peso del escudo térmico: 837 kg
- Equipamiento de recuperación: 151 kg
- El paracaídas se despliega a los 2,5 km de altitud
- Peso de la tripulación en sus asientos (incluye equipos): 336 kg
- Eyección de los tripulantes : a 7 km de altitud
- Aceleración en reentrada balística: 8 g (78 m/s²)

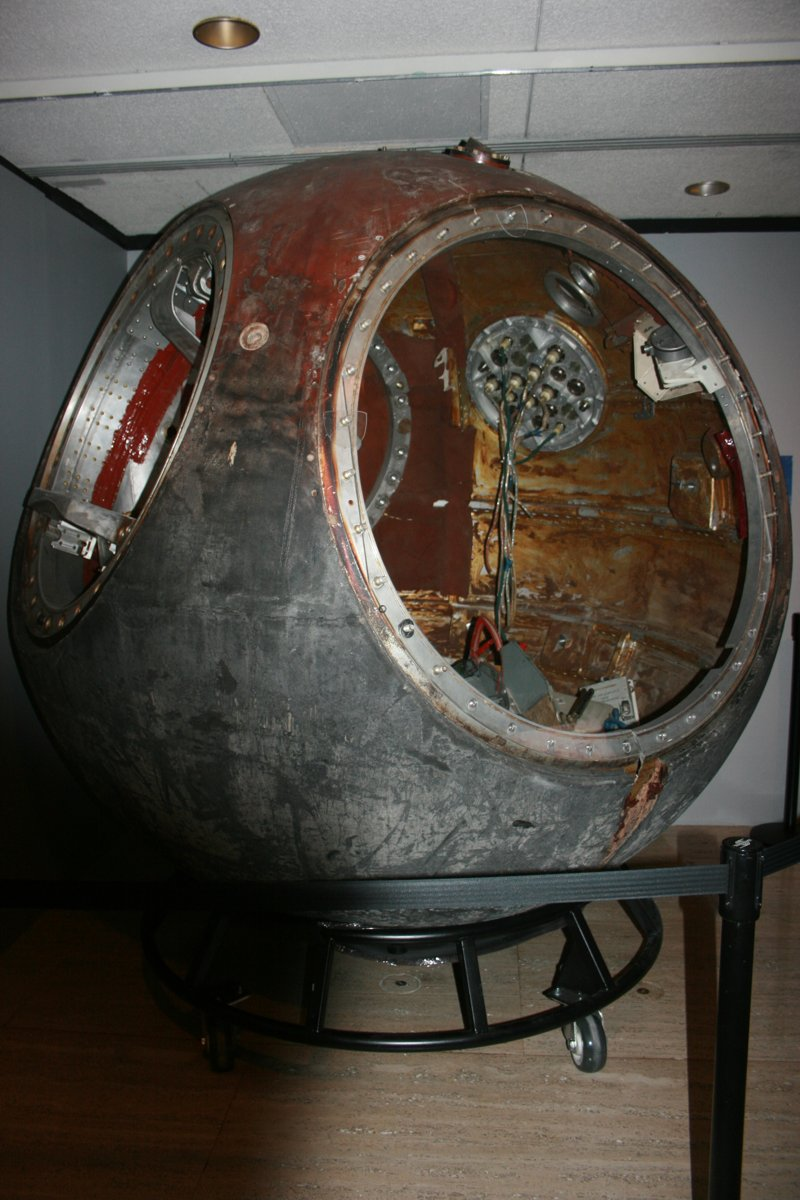
Parte esférica de la Vostok, la cápsula "Sharik".

Módulo de equipos: Vostok PA. "PA" es el término de la abreviación de Priborniy otsek - sección de instrumentos.
- Longitud: 2,25 m
- Diámetro: 2,43 m
- Masa total: 2270 kg
- Equipamiento del compartimiento presurizado
- Tipo de propelentes RCS: Gas refrigerado (nitrógeno líquido)
- Peso de los propelentes RCS:: 20 kg
- Peso del motor principal (TDU): 397 kg

- Empuje: 15.83 kN
- Agente propelente: RFNA/aminas
- Peso del agente propelente: 275 kg

- Tiempo de arranque del motor principal: 266 s (2,61 kN·s/kg)

- Tiempo de duración del agente propelente: 1 minuto (retrocombustión típica = 42 segundos)

- Ángulo delta v de la nave: 155 m/s
- Sistema eléctrico: Baterías
- Potencia del sistema eléctrico: 0,20 kW promedio
- Potencia de servicio del sistema eléctrico: 24.0 kW·h

- Masa total:4,730 kg
- Autonomía: Suministros para 10 días en órbita
- Vehículo de lanzamiento: Vostok 8K72K
- Órbita típica: 177 km × 471 km, a 64,9º de inclinación

## Reentrada
Las cápsulas del programa Vostok tienen una limitada capacidad de giro helicoidal. Como tal, la trayectoria de reingreso y la reorientación no pueden ser controladas después de que la cápsula se haya separado del sistema del conjunto del motor propulsor. Esto significa que había que dotar de algún grado de protección a la cápsula del calor generado durante su reingreso en todas sus partes, lo que explica el diseño esférico (en contraposición al diseño de las cápsulas del Proyecto Mercury, de tipo cónico), que permitieron reducir su volumen máximo y reducir al mínimo la superficie externa de contacto.
Algunos sistemas de control de la orientación de la cápsula en la reentrada eran posibilitados por medio del posicionamiento del equipo pesado para compensar el centro de gravedad del vehículo, lo que también maximizaba la probabilidad de supervivencia del cosmonauta a las fuerzas gravitacionales en posición horizontal. Incluso entonces, el cosmonauta experimentaba fuerzas que iban de los 8 hasta los 9 G.